# Wolle
Wolle bezeichnet die Fasern vom Fell des Hausschafes sowie die spinnfähigen Haare anderer Säugetiere (z. B. Kaschmirziege, Alpaka und Angorakaninchen). Letztere werden häufig mit einem tierspezifischen Vorsatz versehen (z. B. Angora-Wolle) oder als „Haar“ (z. B. Kamelhaar) bezeichnet.
Wolle ist ein nachwachsender Rohstoff, der seit dem 4. vorchristlichen Jahrtausend verwendet wird und bis heute trotz Kunstfasern und Baumwolle in der internationalen Wirtschaft eine große Bedeutung besitzt.

## Etymologie
Das Wort für Wolle hat in den meisten Untergruppen der indogermanischen Sprachfamilie Entsprechungen, die auf eine gemeinsame Vorform zurückgehen (rekonstruiert als uridg. *h₂wĺ̥h₁-neh₂-), z. B. in den germanischen Sprachen Englisch, Niederländisch, Schwedisch, Isländisch, aber auch in baltischen Sprachen (litauisch vìlna) oder im Keltischen (walis. gwlân). Auch lateinisch lāna (in den romanischen Sprachen fortgesetzt z. B. als span. lana, frz. laine, port. lã oder rum. lână) gehört hierher (aus älterem *wlānā). Beispiele für Kognaten in älteren Sprachen sind Altnordisch (ull), Hethitisch (hulana) und Altindisch (ūrna). Noch nicht geklärt ist die mögliche Verwandtschaft mit lat. vellus „(Schaf-)Wolle; Schaffell, Vlies; Fell, Haut“ und vellere „rupfen“, das vermutlich in die Zeit zurückweist, als Wolle noch nicht geschoren, sondern ausgerauft wurde.
Die Tatsache, dass wir für die indogermanische Ursprache das Wort für „Wolle“ erschließen können, gibt unter der Voraussetzung einer ausreichenden Datierung für das Auftreten des Wollschafes einen entscheidenden Hinweis für deren Alter, und indirekt auch für die indogermanische Urheimat.

## Kulturgeschichte

### Grundlagen

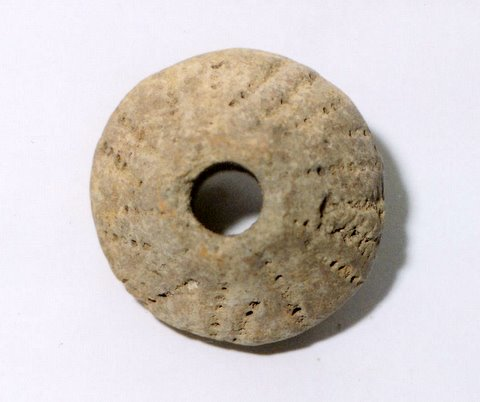
Große Spinnwirtel aus der späten Bronzezeit Mitteleuropas (Niederlande)

Wolle im engeren Sinne ist ein besonderer Haartyp bei Hausschafen, der in einem langen Prozess züchterischer Veränderungen aus dem Haarkleid der Wildschafe entstanden ist. In Europa hat sich die Wollnutzung des Schafes spätestens im Übergang zur Bronzezeit endgültig durchgesetzt, nachdem zuvor ausschließlich Pflanzenfasern, vor allem die Flachsfaser, zur Textilherstellung verwendet worden waren, wie Funde der neolithischen Seesiedlungen der Schweiz aus dem 4. und 3. vorchristlichen Jahrtausend belegen.

Die Entwicklung des Haarkleides vom Haarschaf (Wildtyp) zum Wollschaf erfolgte in einem langen Selektionsprozess mit folgenden Schritten:
- Herausbildung eines Vlieses (die in einem flachen Stück zusammenhängende Wolle nach der Schur) durch Reduktion des Haardurchmessers der Deckhaare bzw. deren vollständige Eliminierung.
- Verlust der natürlichen Haarfärbung.
- Wegfall des jährlichen Fellwechsels, so dass die Wolle erhalten blieb und geschoren werden konnte.

Die vorgeschichtlichen Menschen, die Schaffelle zur Kleidung nutzten, lernten möglicherweise im Neolithikum nach und nach, daraus Garn und Gewebe aus den Fellhaaren herzustellen. Die selektiv züchterische Schafhaltung eliminierte dann nach und nach die langen und groben Haare der schützenden äußeren Deckschicht, so dass schließlich ein Fell entstand, das nur noch aus dem weichen, isolierenden Vlies der ehemaligen Unterschicht mit ihren feinen Wollfasern bestand.

### Ursprünge: Vorderasien
Als ältestes Gebiet der Wollnutzung wird Vorderasien angesehen. Es scheint, dass sich erst im Laufe des 6. und 5. vorchristlichen Jahrtausends auf züchterische Weise ein Vlies herausgebildet hat und noch lange Zeit Haar- und Wollschafe nebeneinander existierten. In Mesopotamien mehren sich jetzt die Hinweise für das Vorkommen von Wollschafen, vor allem in Bildwerken Mesopotamiens. Im 4. vorchristlichen Jahrtausend war dann die Wollnutzung des Schafes auch außerhalb Mesopotamiens bekannt, wie Textilreste aus der Höhle von Nahal Mishmar in Palästina belegen. Strittig ist die Interpretation als Wollschaf auf einer sehr alten Tonstatuette vom Tepe Sarab in West-Iran (Kermanschah-Tal). Im 3. vorchristlichen Jahrtausend führen Sumerische Urkunden Wolle und Milch als wichtigste Erzeugnisse der Schafhaltung an. Wolle stellt zu dieser Zeit eine eigenständige Nutzungsrichtung der vorderasiatischen Schafhaltung dar.

### Europa
Über die Anfänge der Wollgewinnung und -verarbeitung in Europa weiß man nur wenig, da sich Wolle als organisches Material mit Ausnahme der Feuchtbodenfunde in Seesiedlungen unter europäischen Klimabedingungen nicht lange im Boden hält. Es stehen hier somit nur archäozoologische Befunde zur Verfügung, die sich vor allem auf den neu auftauchenden markanten Größenunterschied der Skelettreste von Schafen beziehen verglichen mit den bisherigen Schafrassen. Zuerst gilt dies für die Funde im Karpatenbecken im Zeitraum der späten Badener Kultur.

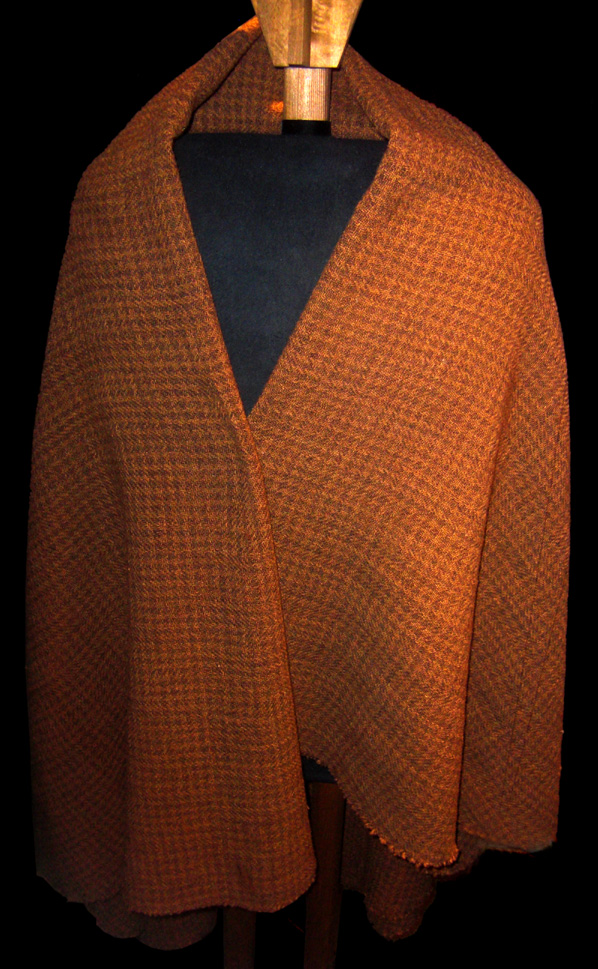
Replik des Gerumsmanteln (d. h. „Umhang von Gerum“) im Falbygdens Museum in Falköping, Västergötland, Schweden. Der Umhang wurde 1920 im Moor von Hjortamossen auf dem Tafelberg Gerumsberget, Västergötland, Schweden gefunden. Er ist oval, misst 200 × 248 cm und besteht aus Wollgewebe. Der Umhang wird auf die vorrömische Eisenzeit datiert.

- In Zentraleuropa treten die größeren Schafe ab 3000 v. Chr. auf (Bernburger Horizont). Vor allem die Schnurkeramik in der 1. Hälfte des 3. vorchristlichen Jahrtausends und die frühe Bronzezeit zeigen eine starke Verdrängung der bisherigen Flachsgewebe, die offenbar weitgehend durch Wolle ersetzt worden waren. Gelegentlich finden sich Mischgewebe aus Wolle und Leinen, so etwa im Torfmoor von Wiepenkathen (Stade) (um 2400 v. Chr.). Ein verkohltes Wollstück aus der Schweiz wurde auf 2900 v. Chr. datiert.
- In Mittel- und Südeuropa scheint sich die Wollnutzung demnach relativ unvermittelt innerhalb eines kurzen Zeitraumes im Übergang vom 4. zum 3. vorchristlichen Jahrtausend verbreitet zu haben. Das spricht eher für einen Import dieser Technologie nach Europa und nicht dafür, dass sie in diesem Gebiet entstanden ist, also für die Einführung der Wollschafe, möglicherweise über die osteuropäischen Steppengebiete aus Vorderasien, wo ebenfalls große Schafrassen gefunden wurden. Auch die Sage vom Goldenen Vlies könnte ein Hinweis sein, dass sich die Wollschafzucht nicht in Griechenland entwickelte, sondern dass sie vom Schwarzen Meer aus dorthin gebracht wurde.
- Aus der europäischen Bronzezeit finden sich vor allem Schafe mit primitivem Vlies wie es bis heute die Soay-Schafe auf den St. Kilda-Inseln nordwestlich von Schottland haben, die möglicherweise direkt auf diese Bronzezeit-Schafe zurückgehen.
- In der Eisenzeit wurden dann offenbar bereits Schafe mit immer dichterem Vlies gezüchtet, auch treten nun neben der Wildfärbung Schwarz, Weiß und Grau als Färbungen auf. Weiße Wolle findet sich aber bereits in der Bronzezeit. Es dominiert weiter wie in der Bronzezeit die Mischwolle, bei der es auch größere Bestandteile der durch Pflücken bzw. Auskämmen im Frühjahr gewonnenen feineren Unterwolle gibt.
 Von den Kelten weiß man, dass Männer und Frauen über einem leinenen Hemd (die léine) den inar trugen, einen kurzen Überrock und darüber einen wollenen Mantel (brat).[16]
- Noch in der Römerzeit dominierte wie bei den Griechen und Etruskern diese Mischwolle mit ihrem hohen Anteil an feiner, weißer Wolle (bis 40 %), die oft auch der Farbe und Weichheit wegen von Lämmern gewonnen wurde. In der Kaiserzeit wurden dann neue Wolltypen herausgezüchtet, insbesondere Feinwolle, wie sie bereits die Griechen kannten (5. Jh. v. Chr.) und wie sie auch in Palästina vorkam (4.–1. Jh.). Generell dominierten in der Römerzeit Wolle, Leinen und Leder als Kleidermaterial der Bevölkerung Europas. Plinius der Ältere berichtet in seiner Naturalis historia (Naturgeschichte), dass die feinste Wolle aus Tarent stammte, wo es durch Selektion gelungen war, ein Schaf mit einem exzellenten Vlies zu züchten, das jedoch besonderer Pflege bedurfte. Seide und Baumwolle hingegen galten als extravagante und luxuriöse Ware, die aus dem Orient, insbesondere China und Indien, importiert wurden und die sich nur die Reichsten leisten konnten.[17]
- Auch im Germanischen Bereich Mitteleuropas gab es unabhängig davon Bemühungen, die Wollqualität der Schafe züchterisch zu verbessern, wie Befunde der Siedlung Feddersen Wierde (Kr. Wesermünde) belegen. Da die Herstellung von Wolltextilien von der Wollgewinnung und Vorbereitung über Spinnen und Weben eine lange und mühsame Handarbeit war, galten wollene Kleidungsstücke als Kostbarkeiten. Fürsten belohnten damit ihre Gefolgsleute, man zog sie vornehmen Toten an und opferte sie den Göttern. Leinen war ebenfalls begehrt, doch kam es wegen der schlechteren Anbaumöglichkeiten für Flachs in den nördlicheren Gebieten Mitteleuropas, dem Hauptsiedlungsgebiet der Germanen, erst relativ spät in Gebrauch außer als teure Handelsware, war dann aber ebenfalls Statussymbol.[18]

Im Gegensatz zum Schaf hat das Haarkleid der Ziegen nur wenige züchterische Veränderungen bei der Wollnutzung erfahren. Lediglich die Angoraziege bildet eine Ausnahme. Ihr Vlies ähnelt dem des Wollschafes. Allerdings stellt Kaschmirwolle lediglich Unterwolle dar, die den Ziegen beim Wollwechsel ausgekämmt wird, und das Haarkleid der Kaschmirziege ist gegenüber der Stammform Bezoarziege nur wenig verändert. Über die Anfänge der Gewinnung und Verarbeitung von Ziegenwolle ist indes wenig bekannt.

### Andere Gebiete
Von den vorderasiatischen Entstehungsgebieten breitete sich die Wolltechnologie auch weiter nach Asien und den Osten Afrikas aus, insbesondere der Iran und Ägypten wurden schon bald nach dem ersten Auftreten in Vorderasien von der neuen Technologie erreicht.
- Über die Schafhaltung der Indus-Kultur ist relativ wenig bekannt. In den Texten des Rigveda finden sich verschiedene Angaben (1500–1000 v. Chr.), die sich auf die Schafschur und das Weben von Wollstoffen beziehen.[19]
- In Ägypten kommen wolltragende Schafe ab dem Mittleren Reich vor. Sie sind vermutlich aus Vorderasien eingeführt worden. Ab der 18. Dynastie sind schraubenhörnige Haarschafe auf Abbildungen nicht mehr nachweisbar.[20]
- Im Judentum Palästinas war das Schaf seit frühester Zeit ein wichtiges Haustier, von dem Fleisch, Milch, Fell und Haut sowie seine Wolle vielfach genutzt wurden, wie die Bibel an zahlreichen Stellen berichtet. Wolle war ein begehrtes Gut, das auch als Tributleistung gehandelt wurde (2. Kön. 3,4). Die Kleidung der jüdischen Tempelpriester bestand aus Leinen (2. Mose 28). Dies hatte keine religiösen Gründe, denn da Flachs in Palästina nur vereinzelt angebaut wurde, waren Leinengewänder, deren Stoffe dazu oft aus Ägypten importiert werden mussten, seltener und teurer als wollene und galten somit als angemessen für die überaus kostbaren Amtsroben der Priester. Leinenkleidung wurde daher kaum von Privatleuten getragen und galt auch als Kleidung himmlischer Wesen.[21]
- In Altamerika wurde Wolle im zentralen Andengebiet und in den angrenzenden Gebieten ab etwa 5000 v. Chr. verwendet; sie stammte von domestizierten und wilden Kamelartigen, vermutlich Alpakas, ist als echte Weberei ab 2500 v. Chr. in Peru nachgewiesen, erreichte zwischen 2000 und 200 v. Chr. im zentralen Andengebiete in der Weberei ihren Höhepunkt und konnte ab etwa 800 v. Chr. an der südperuanischen Küste auch gefärbt werden (sog. Paracas-Textilien).[22]
- In Nordamerika finden sich ebenfalls Wollwebereien. Sie wurden vor allem aus Bergziegenwolle hergestellt, etwa die Decken der zu den Tlingit gehörenden Chilkat an der Nordwestküst in Alaska. Die Navajos des Südwestens verwendeten neben Baumwolle Schafwolle für ihre Webereien, mit der sie Kleider und Decken herstellten.[23]
- Nach Zentralasien, insbesondere Usbekistan, die Mongolei bis hin nach China ist die Wollweberei erst sehr spät gelangt. Wolle verwendete man hauptsächlich zur Filzherstellung und für die Herstellung von Teppichen, oder man beschränkte sich auf die Nutzung der Felle als Pelze, etwa beim Karakulschaf.[24]
- In China war die Seidenraupenzucht schon früh verbreitet. Die höheren Stände trugen Kleidung aus diesem Material, das Volk hatte Kleidung aus der raueren Hanffasern zur Verfügung.[25] Schafe dienten schon früh lediglich zur Fleischerzeugung und für Pelze.

### Entwicklung seit dem Mittelalter am Beispiel Großbritanniens

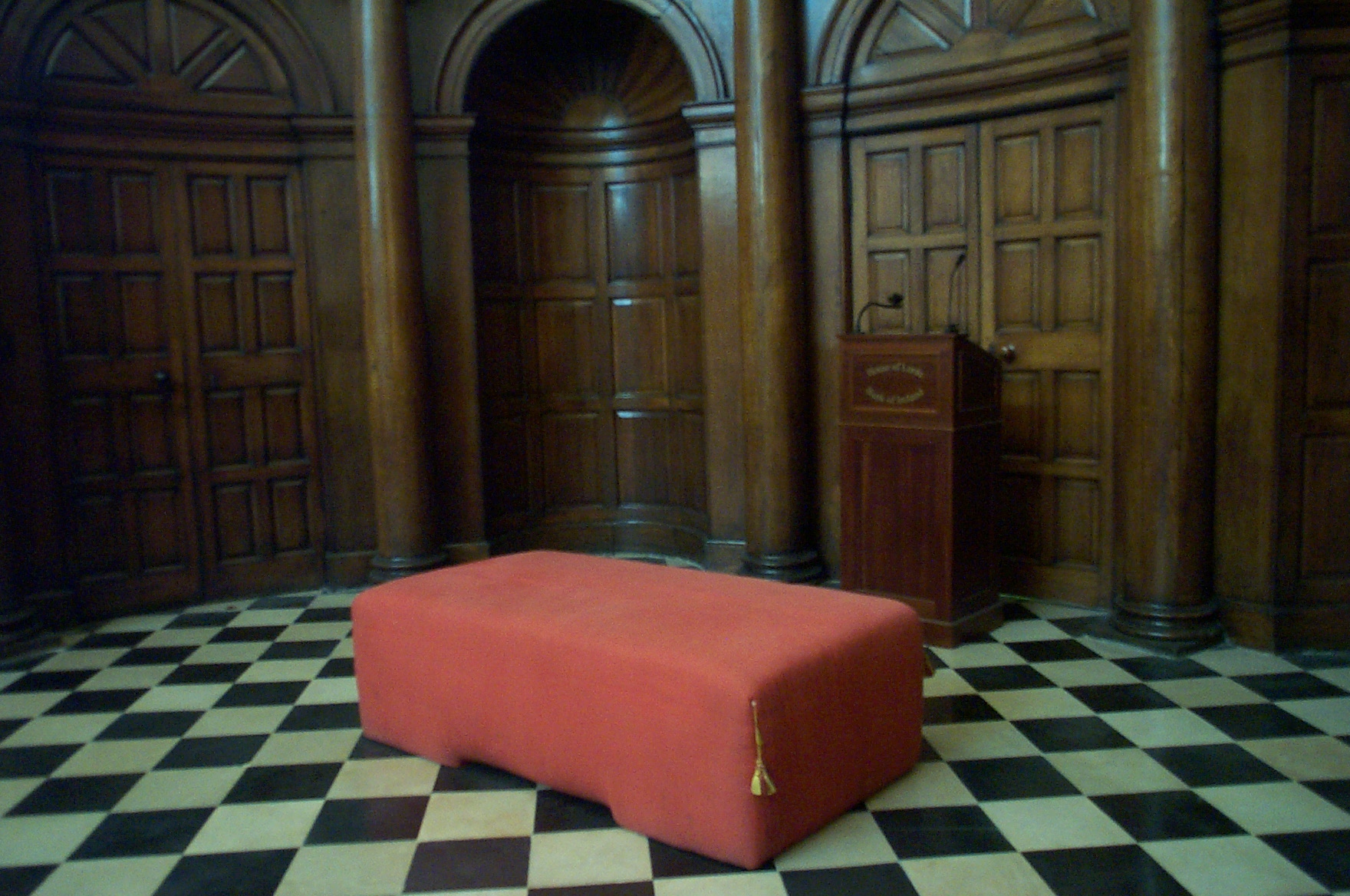
Der Woolsack im ehemaligen irischen House of Lords

Vor allem für England hat die Wollproduktion und -verarbeitung seit dem späten Mittelalter, teilweise in Konkurrenz mit Flandern, immer wieder große Bedeutung gehabt. Flüchtlinge aus den Niederlanden, die vor der dortigen religiösen Unterdrückung durch die Spanier geflohen waren, brachten neue Wolltechnologien nach England mit, insbesondere die Kammgarnherstellung, und machten so die ohnehin bedeutende Wollindustrie Englands zur wichtigsten Europas. Schon die Tatsache, dass der Lordkanzler (bzw. seit 2006 der Lord Speaker), der dem britischen Oberhaus vorsitzt, dies auf dem Woolsack tut, veranschaulicht die frühe Bedeutung der Wollindustrie. Unter der Regierung von Heinrich VII. begann sich ab 1485 die Wirtschaft nach den Schrecken der Pestepidemie in England wieder zu erholen, und zwar vor allem auf der Grundlage von Woll- und Textilproduktion und dem Handel und Export mit Wollprodukten. Diese Bedeutung hielt auch später an, und zeitweise war die Wollindustrie in England die einzig wichtige. Während Wollprodukte exportiert wurden, mussten Nahrungsmittel importiert werden, auch weil große Agrarflächen durch den wohlhabenden Adel als Schafweiden genutzt wurden. Dies führte zu starken sozialen Spannungen und beförderte auch ökonomisch die Hierarchisierung der englischen Gesellschaft. Da die Wollwirtschaft den Aufstieg Einzelner begünstigte, blieb die englische Gesellschaft andererseits flexibler als die übrigen europäischen Gesellschaften. Neue maschinelle Spinn- und Webtechnologien im 18. und 19. Jahrhundert führten dann analog zur Baumwollverarbeitung – in Verbindung mit dem stark ansteigenden Import von Wolle aus den Kolonien, insbesondere aus Australien (1851: 30 Millionen Pfund) – zu neuen sozialen Verwerfungen und zum Aufstieg der Trade Unions.

### Religiöse Bedeutung
Religionsgeschichtlich hat Wolle ganz unterschiedliche, ja gegensätzliche symbolische Bedeutungen angenommen. Einerseits stand die durch ihre Saugfähigkeit bedingte reinigende Kraft im Vordergrund und machte Wollstoffe zum bevorzugten Material bei Opfer und Kult. In diesem Zusammenhang wurden ihr auch schützende Fähigkeiten zugeschrieben, die Kraft, Unheil abzuwenden.

Andererseits galt sie auch als unrein, so im alten Ägypten, bei den Orphikern und Pythagoreern, und Priester durften keine wollenen Gewänder tragen. Andererseits konnte das Weiß der Wolle im Judentum als Bild der Unschuld dienen (Jes. 1,18, Ps. 147,16). Lämmer und Widder dienten als Opfertiere.
Im Mittelalter war Wolle dann in Mönchsgemeinschaften der bevorzugte Stoff für die einfachen Kutten. Das gilt auch im Islam, wo die Sufis möglicherweise sogar nach dem arabischen Wort für Wollstoff suf heißen. (Es gibt aber noch mindestens drei weitere Erklärungen.)

## Eigenschaften von Wolle

### Biochemie
- Wolle ist wie Seide aus faserförmigen Strukturproteinen oder Gerüsteiweißen (Skleroproteine) aufgebaut. Im Falle der Wolle ist dies Keratin. Jedoch unterscheiden sich Wolle und andere Tierhaare vom Fibroinfaden etwa der Seide durch ihren hohen Schwefelgehalt (drei bis vier Prozent), der auf dem hohen Gehalt des Keratins an der Doppelaminosäure Cystin beruht, die mit ihren Disulfidbrücken das Keratin besonders stabil vernetzt.
- Thermisch oder chemisch können diese Brücken aufgespalten werden, so dass das Keratin verformbar wird (z. B. Dauerwelle).
- Keratine sind in Wasser, Säuren und Basen unlöslich und werden durch die meisten eiweißspaltenden Enzyme nicht angegriffen, sind also auch unverdaulich (außer durch Kleidermotten).[29]

### Physikalische und technische Eigenschaften der Faser
- Die Faserproteine sind anfälliger gegen chemische Schädigungen und ungünstige Umgebungsbedingungen als das Zellulose-Material pflanzlicher Fasern.
- Die Wollfaser ist gröber als textile Fasern wie Baumwolle, Leinen, Seide und Kunstseide. Die Wollfaser hat einen Durchmesser zwischen 16 µm und 40 µm. Die gröberen Fasern sind am längsten. Feine Wolle misst ca. 4 cm bis 7,5 cm; extrem grobe Fasern erreichen sogar eine Länge von bis zu 14 cm.
- Wollfasern besitzen einen annähernd runden Querschnitt.
- Die Faseroberfläche hat eine dachziegelartige Schuppenstruktur. Dadurch können sich unterschiedlich gerichtete Wollfasern aneinander verhaken und verfilzen (was die Pillingneigung von Wolle erklärt).
- Charakteristisch für Wolle ist ihre wellenförmige Struktur (Kräuselung) mit bis zu zwölf Wellen pro Zentimeter bei feinen Fasern und zwei oder weniger bei groben Fasern.
- Die Farbe ist gewöhnlich weißlich, kann aber auch braun und schwarz sein, besonders bei den gröberen Typen, die wiederum einen stärkeren Glanz aufweisen als die feinen Fasern.
- Die Höchstzugspannung der Einzelfaser im trockenen Zustand liegt zwischen 130 und 210 N/mm² bzw. die feinheitsbezogene Höchstzugkraft zwischen 0,10 und 0,16 N/tex. Im nassen Zustand verlieren die Fasern 5 bis 25 % ihrer Festigkeit gegenüber den Werten im trockenen Zustand, was im Gegensatz zum Verhalten von Pflanzenfasern steht. Die Höchstzugkraftdehnung trocken liegt bei 28 bis 48 %, im nassen Zustand zwischen 29 und 61 %.[4]
- Die elastische Faser kehrt nach begrenzter Streckung oder Kompression zu ihrer ursprünglichen Länge zurück und verleihen daraus gefertigter Kleidung so die Fähigkeit, die Passform zu bewahren, schön zu fallen und nicht so leicht einzugehen. Wolle, die während der Tuchherstellung gestreckt wurde, kehrt darum allerdings auch beim Waschen zur ursprünglichen Faserlänge zurück.
- Da die Fähigkeit, sich zu kräuseln und zu wellen, es den Fasern ermöglicht, aneinander zu haften, ergeben selbst locker gewebte Garne einen starken Stoff. Sowohl Kräuselung wie Elastizität erlauben die Herstellung locker strukturierter Garne und Stoffe, die wärmedämmende Luft einschließen und zurückhalten.
- Die geringe Dichte von Wolle erlaubt die Produktion sehr leichter Stoffe.
- Wolle nimmt Farbe sehr leicht auf.[30]

### Gebrauchseigenschaften und Anwendungen
- Als Kleidung:
  - Wolle kann große Mengen an Wasserdampf aufnehmen. Flüssiges Wasser wird aufgrund des enthaltenen Wollfetts von der Oberfläche der Faser abgestoßen und bietet somit bis zu einem gewissen Grad Schutz vor Nässe. Die Feuchtigkeitsaufnahme kann bis zu 33 % des Trockengewichts betragen, ohne dass sich die Wolle feucht anfühlt. Außerdem leitet sie die Feuchtigkeit schneller ab als beispielsweise die viel verwendete Baumwolle. So können Stoffwindelüberhosen aus Wolle über Nacht am Kind sein, ohne dass die Feuchtigkeit aus der Überhose an die Umgebung abgegeben wird.
  - Wolle nimmt Schmutz schlecht an. Solange das natürliche Wollwachs nicht herausgewaschen wird, verschmutzen Wollstoffe kaum und müssen nur selten gereinigt werden.
  - Die elastische Faser knittert kaum.
  - Sie ist sehr farbbeständig und schwer entflammbar. Wolle brennt nicht, sondern verkohlt nur.
  - Wolle nimmt im Gegensatz zu Kunstfasern wenig Gerüche (z. B. Schweiß) an und hat eine natürliche Selbstreinigungsfunktion – aufgenommener Geruch wird wieder an die Luft abgegeben, die Wolle riecht nach kurzem Lüften wieder neutral. Dies liegt darin begründet, dass Wolle antibakterielle Eigenschaften besitzt.
  - Sie kann Schweiß chemisch binden und somit lange neutralisieren.[31]
  - Aufgrund der wasserspeichernden und luftpolsternden Eigenschaften[32] sind Wollsocken (mind. 70 % Anteil reiner Wolle) bestens geeignet um warme Füße zu behalten. Vor allem ein feuchter Fuß wird schnell kalt. Wollsocken sind deshalb wärmender als eine Doppelschicht (kühlender) Baumwollsocken.
  - In Abhängigkeit von der Schafrasse und der Spinntechnik kann Wolle zum Fusseln (Pilling) neigen, was man durch Fusselfrei-Ausrüstungen oder Verarbeitungsqualität mindern kann.
  - Wollkleidung kann als unangenehm kratzig empfunden werden. Wie kratzig eine bestimmte Wollsorte ist, hängt von der Schafrasse und der Beschaffenheit der Faser ab. Allgemein lässt sich sagen, dass eine feinere Faser auch weicher und nicht kratzig ist. Die Feinheit von Wollfasern wird in Micron angegeben und reicht von 16 (sehr fein) bis 35 (grob) Micron.
- Für technische Anwendungen eignet sich (Schafs-)Wolle als antistatisches und schwer entflammbares Material, z. B. in den Sitzen von Autos und Flugzeugen.
- Als Dämmstoff: Da Wolle (bezogen auf ihr Gesamtvolumen) aus bis zu 85 % Luft besteht und Konvektion verhindert, eignen sie sich als Wärmedämmstoff. Wolle hat zudem eine so genannte natürliche Thermoregulations-Eigenschaft.
- Als organischer Dünger in Form von Schafwollpellets. Hierfür verwendet man die schlechten Wollqualitäten aus oben bezeichneten Qualitätsbereichen 5 und 6. Diese sind oft mit Dung behaftet, was die Verwendung als stickstoffreichen organischen Biodünger begünstigt. Schafwolle ist als Düngemittel in der Betriebsmittelliste[33] für den ökologischen Landbau aufgeführt.

## Gewinnung und Verarbeitung

### Gewinnung
Der Wollgewinnung dienen Schafe (siehe auch Schafwolle), Kaschmirziegen (Kaschmirwolle) und Angoraziegen (Mohair), Angorakaninchen (Angora), Kamele (Kamelhaar) und Kleinkamele wie Alpakas, Lamas und Vikunjas, Moschusochsen (Quiviut) und Yaks (Yakwolle).

Zur Wollgewinnung werden die Tiere geschoren (Schurwolle) oder ausgekämmt, einige Schafrassen (Soay) werden gezupft. Die unbearbeitete Wolle direkt nach der Schur wird als Schweißwolle bezeichnet.

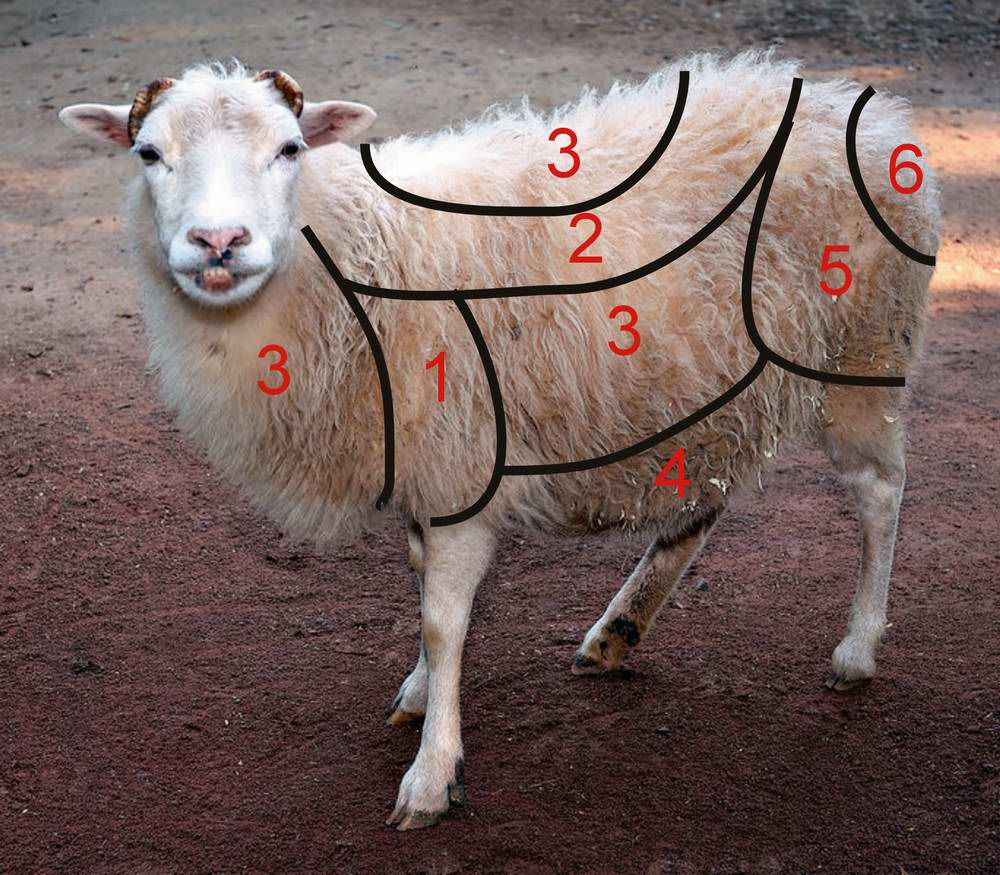
Wollqualität der Oberfläche eines Schafes (Ovis orientalis aries, Zuchtform „Skudde“) zugeordnet. Die Abbildung zeigt die Wollqualität mit 1 für die Beste und 6 für die schlechteste Qualität.

Bereits die Vorfahren der Inkas fertigten feinste Garne aus der Wolle der südamerikanischen Alpakas und der noch selteneren frei lebenden Vikunjas. Auch heute noch gilt Alpaka als ein besonders hochwertiges Garn.

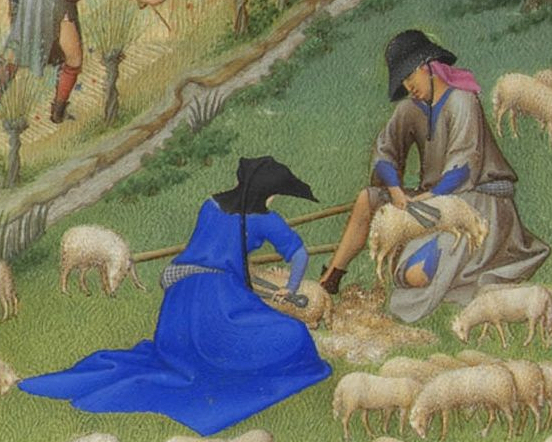
Schafschur im Mittelalter
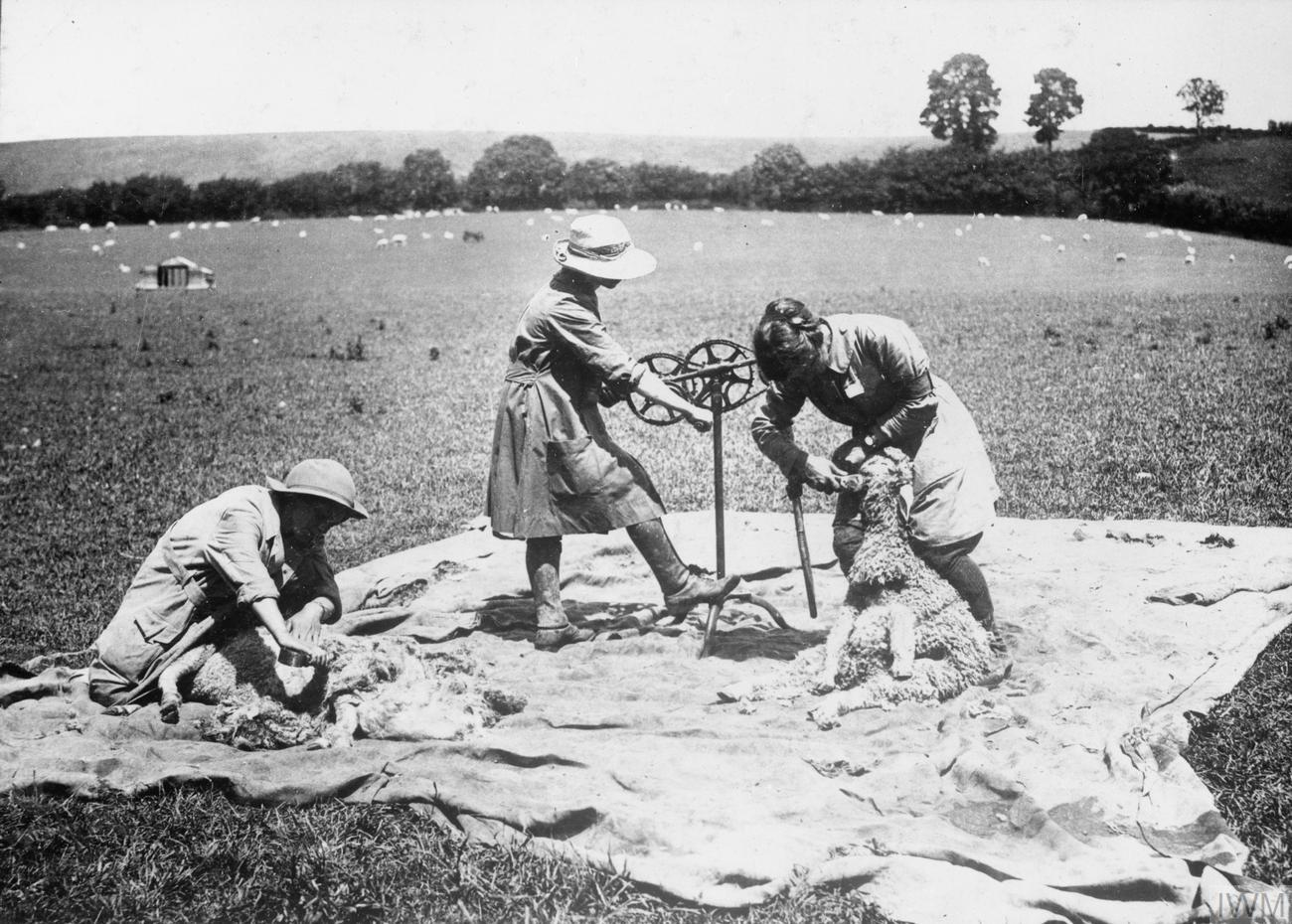
Schafschur mit handbetriebener Schere (1914)
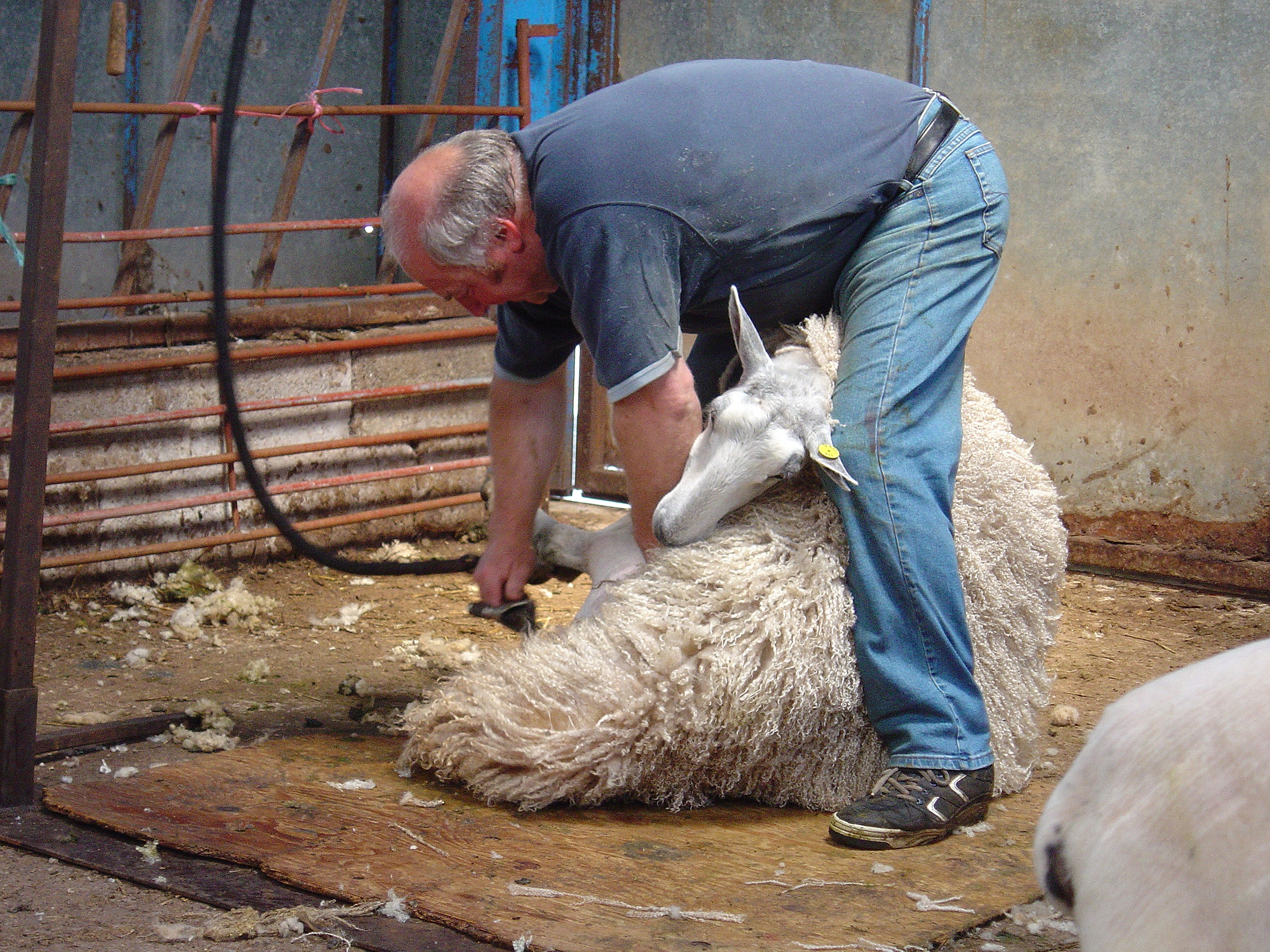
Schafschur

### Weiterverarbeitung

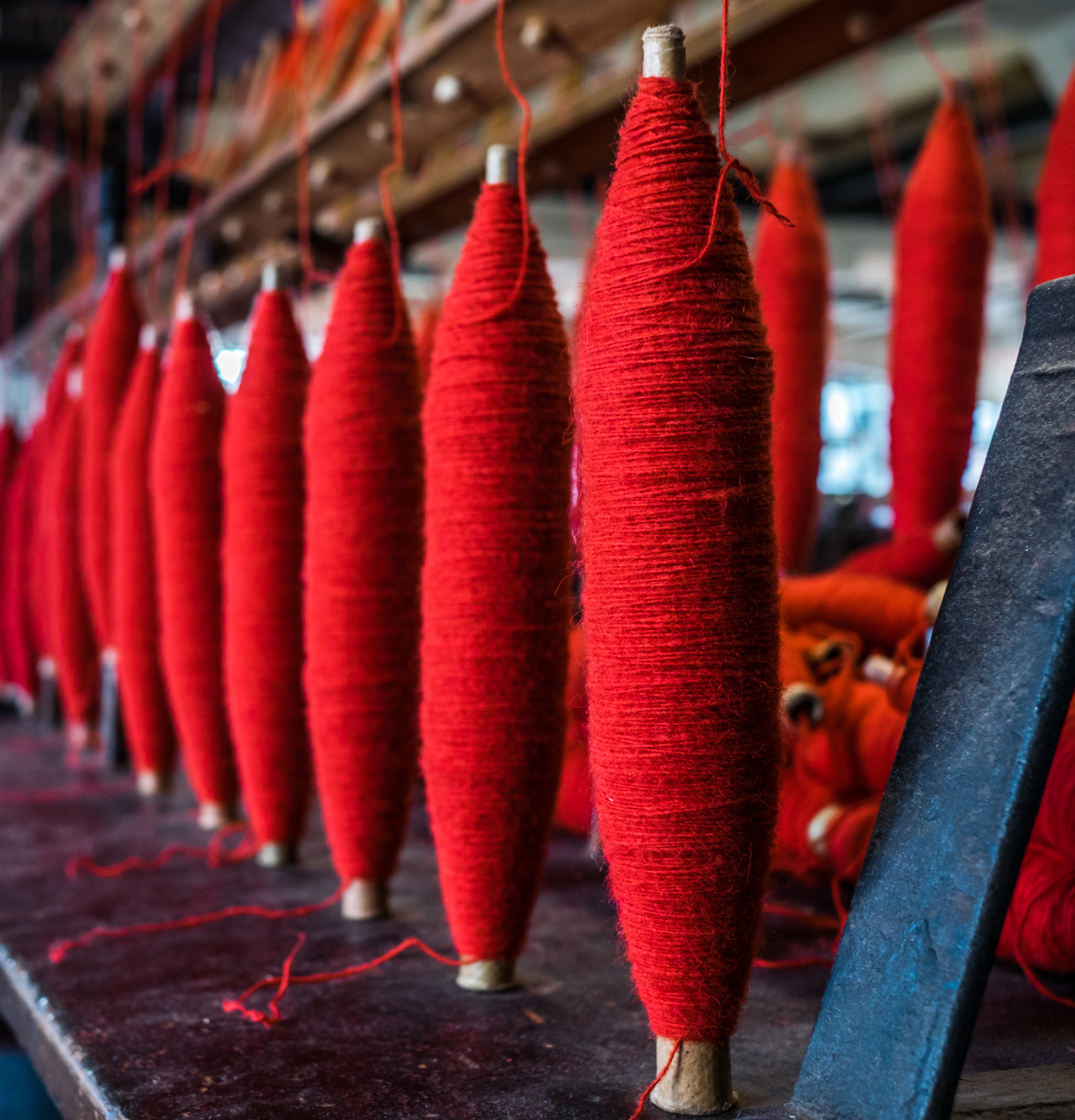
Wollgarn

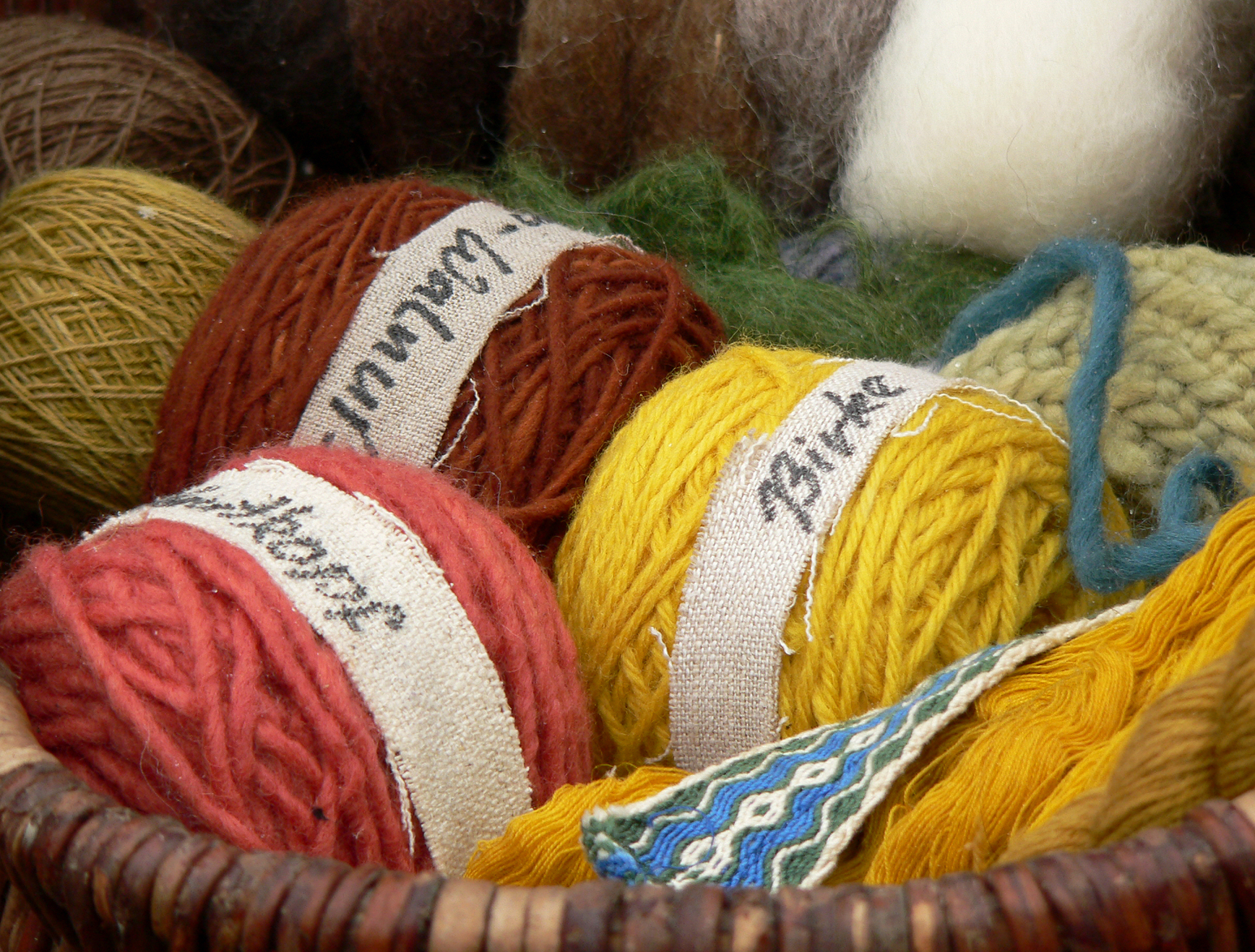
Naturgefärbte Wollknäuel

Für eine textile Nutzung werden direkt nach oder auch während der Schur minderwertige und verschmutzte Teile aussortiert (Bauch, Bein, Kopf und Hintern). Dazu wird das gesamte Vlies im ersten Verarbeitungsschritt auf einem Sortiertisch ausgebreitet und in Augenschein genommen. Das hochwertige Vlies wird zusammengelegt und für die weitere Verarbeitung gesammelt und verpackt.

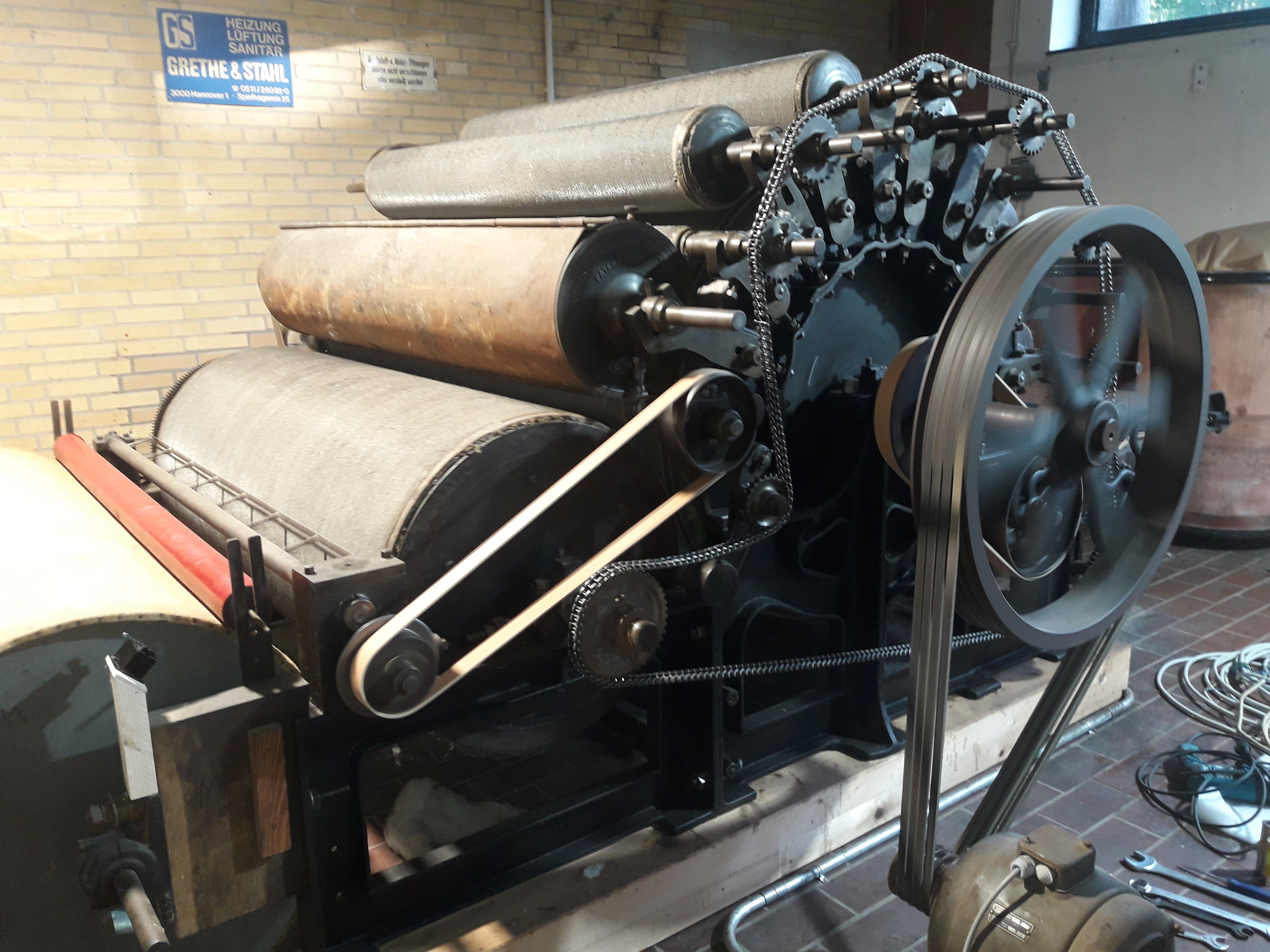
Kardiermaschine

Danach wird die Wolle gewaschen, kardiert und/oder gekämmt, eventuell gebleicht und/oder gefärbt und zu Streichgarn oder Kammgarn versponnen. Dabei wird die zu spinnende Wolle per Hand (meist mit einem Spinnrad) oder maschinell zu einem langen dünnen Faden (Garn) gesponnen.
Dieses lässt sich zu Stoffen weben, zum Stricken (Strickwaren) und Wirkwaren verwenden oder es wird von Hand oder maschinell zu Teppichen geknüpft.
Zusätzliche Eigenschaften erhält die Wolle durch das sogenannte Ausrüsten, beispielsweise den Schutz vor Mottenfraß (eulanisieren), Filzfreiheit (Hercosett-Verfahren, EXP-Verfahren), Maschinenwaschbarkeit (Superwash) und anderes.
Aus nicht für Textilien einsetzbare Wolle werden zudem Düngepellets für die Landwirtschaft hergestellt.

## Bezeichnungen

### Nach Art der Herstellung
Die Bezeichnungen Schurwolle oder Reine Schurwolle besagen, dass es sich um neue, unmittelbar von einem lebenden Tier stammende Wolle, und nicht um ein wieder verwendetes, also aus Alttextilien hergestelltes Recyclingprodukt wie Reißwolle oder um die aus den Fellen geschlachteter (Schwöde-, Schwitz- oder Gerberwolle) oder verendeter (Sterblingswolle) Tiere gewonnene Wolle handelt.
- Strickwolle bzw. Handstrickgarn kann aus unterschiedlichen Fasermaterialien bestehen. Es sind Garne vom reinen Wollgarn bis zum reinen Kunstfasergarn (meist Acryl) erhältlich. Daneben finden sich Mischungen aus Wollen von verschiedenen Schafrassen oder auch mit anderen Tierarten wie Alpaka oder Yak sowie Pflanzenfasern wie Baumwolle oder Leinen.
- Alpaka (nicht: „Alpaka-Wolle“, siehe unten oder Reißwolle, diese ist wiederaufbereitete Wolle)

### Nach Herkunft
Schafwolle:
- Kurkwolle oder Lammwolle stammt von der ersten Schur eines Schafes.
- Merinowolle ist eine Wolle, die von Merinoschafen gewonnen wird.
- Crossbredwolle stammt von Crossbredschafen, einer Kreuzung aus Merino- und Grobwollschaf.
- Cheviotwolle stammt vom Cheviotwollschaf, z. B. dem Shetlandschaf.
- Zahlreiche weitere Wollen je nach Schafrassen: z. B. Corridale, Blueface Leister, Jacob, Wensleydale etc. (bei industrieller Kleidung wird die Rasse in der Regel nicht ausgezeichnet; bei Handstrickgarnen ist dies dagegen üblich).

Quiviut:

Die Unterwolle des Moschusochsen heißt Quiviut und ist schwer zu verspinnen, da die Haarlängen gering sind. Verarbeitet ist sie eine sehr hochwertige Wolle.
Wolle von Ziegen:
- Mohair stammt vom Haar der Angoraziege. Es ist wenig gekräuselt und besitzt höhere Dichte als Schafwolle.
- Kaschmirwolle wird aus dem Unterfell der Kaschmirziege gewonnen.

Alpakawolle:

Wolle des Alpakas hält die Wärme fünfmal besser als Schafwollgarne. Durch mikroskopisch kleine Lufttaschen hält es besser warm als fast alle anderen tierischen Fasern. Alpaka enthält kein Lanolin und ist daher für Wollallergiker geeignet. Alpakawolle gibt es in verschiedenen Tönungen von reinweiß über beige zu allen Braun- und Rotbrauntönen bis hin zu Grauabstufungen und tiefschwarz („Alpaka“ oder Reißwolle siehe weiter oben).
Angorawolle:

Die Haare des Angorakaninchens sind feiner als die des Schafes. Angorawolle ist besonders weich und kaum gekräuselt.
Merino-Possum-Wolle:

Ebenfalls durch sehr geringes Gewicht und außergewöhnlich gute Isolationsfähigkeit zeichnet sich Merino-Possum-Wolle aus. Sie wird vor allem in Neuseeland hergestellt und verwendet. Die Produktion dieser Mischung hilft mit, die Bestände der unerwünscht zahlreichen, die einheimische Flora und Fauna gefährdenden Fuchskusus (einer Possum Art) zu verringern.

### Spezielle Stoffe
- Aus grobem Wollgewebe (Loden) wurde jahrhundertelang die Wetterbekleidung der bäuerlichen Bevölkerung Europas hergestellt. Eine genauso lange Tradition hat nachträglich gewalkter Lodenstoff.
- Tweed ist ein besonders grober, warmer und dauerhafter Wollstoff. Original Harris Tweed kommt von den Äußeren Hebriden. Bekannte italienische Webereien von hochwertigen Wollstoffen sind u. a. Cerruti, Zegna, Guabello und Loro Piana.
- Die Bezeichnungen wie „Super 100“, „Super 120“ etc. findet man auf jedem besseren Anzug aus Schurwolle. Es sollte auf dem Label des jeweiligen Stoffherstellers angebracht sein. Es bezeichnet die Feinheit des versponnenen Wollgarns, z. B. Super 100 bedeutet: 100 Meter des Garns wiegen ein Gramm. Je höher die Zahl, desto feiner ist das Garn, derzeit (2005) werden bis Super 210 für sehr feine und sehr teure Stoffe verarbeitet. Die Bezeichnung ist aber nicht geschützt, so dass ebenso auf renommierte Stoffhersteller zu achten ist.

## Wirtschaftliche Bedeutung

Wollepreis seit 1984

Weltweit werden in fast 100 Ländern rund 2,2 Millionen Tonnen Wolle jährlich produziert, das meiste davon in Australien, gefolgt von China, Neuseeland, Argentinien, Indien, Großbritannien und Nordirland mit mehr als 50.000 Tonnen pro Jahr (FAO 2009). In Deutschland beträgt die Schafwollproduktion rund 8000 Tonnen. Deutsche Wolle hat auf dem Weltmarkt jedoch einen schweren Stand, gegenüber Neuseeland mit seinen hochweißen, feinen Qualitäten können hiesige Erzeuger preislich und qualitativ nur schlecht konkurrieren. Hinzu kommen komplizierte rechtliche Vorgaben, die Rohwolle als problematisches Nebenprodukt der Schafhaltung einstufen. Ein Großteil der Wolle wird in der Bekleidungsindustrie weiterverarbeitet, gröbere Fraktionen werden für Bettwaren, Polsterungen, Teppiche und Düngepellets verwendet.
Das Wollsiegel, englisch: Woolmark, ist ein Gütezeichen für Erzeugnisse aus reiner Schurwolle und eine Standardisierung bei der Qualitätskennzeichnung der Textilien.